# باشگاه فوتبال داندی یونایتد
باشگاه فوتبال داندی یونایتد 
(به گیلیک اسکاتلندی: Dundee United F.C.) یک باشگاه فوتبال در شهر داندی، اسکاتلند است.
این باشگاه در سال ۱۹۰۹ میلادی تأسیس شده است و سابقه یک قهرمانی در دسته برتر فوتبال اسکاتلند، ۲ قهرمانی در جام حذفی فوتبال اسکاتلند و همچنین نایب قهرمانی در جام یوفا (۸۷–۱۹۸۶) دارد.

## افتخارات

### لیگ
- دسته برتر فوتبال اسکاتلند:
  - قهرمان (۱): ۱۹۸۲–۸۳
- لیگ دسته دوم فوتبال اسکاتلند:
  - قهرمان (۲): ۱۹۲۴–۲۵، ۱۹۲۸–۲۹

### جام
- جام حذفی فوتبال اسکاتلند:
  - قهرمان (۲): ۱۹۹۳–۹۴، ۲۰۰۹–۱۰
  - نایب قهرمان (۷): ۱۹۷۳–۷۴، ۱۹۸۰–۸۱، ۱۹۸۴–۸۵، ۱۹۸۶–۸۷، ۱۹۸۷–۸۸، ۱۹۹۰–۹۱، ۲۰۰۴–۰۵
- لیگ کاپ اسکاتلند:
  - قهرمان (۲): ۱۹۷۹–۸۰، ۱۹۸۰–۸۱
  - نایب قهرمان (۴):۱۹۸۱–۸۲، ۱۹۸۴–۸۵، ۱۹۹۷–۹۸، ۲۰۰۷–۰۸

### اروپا
- جام یوفا:
  - نایب قهرمان (۱): ۱۹۸۶–۸۷[۲]
- لیگ قهرمانان اروپا:
  - نیمه نهایی (۱):۱۹۸۳–۸۴